# LOVE SONGS 4 YOU
LOVE SONGS 4 YOU是I WiSH的第六張單曲。

## 解說
2008年2月14日由SME Records發售。
收錄了間隔五年重新錄製的「迎向未來～5 years brew Version～」和為了這張單曲而寫下的歌曲「稱為永遠的這一瞬間」。

## 收錄曲
1. 迎向未來～5 years brew Version～（明日への扉〜5 years brew Version〜）
  - 作詞：ai／作曲：ai／編曲：小澤純、nao
    - 戀愛三部作的第一作。被稱為「相遇」。
2. 星星相印〜Dramatic Mix〜（ふたつ星〜Dramatic Mix〜）
  - 作詞：ai／作曲：nao、ai／編曲：家原正樹、nao
    - 戀愛三部作的第二作。被稱為「戀愛」。
3. 約定的那一天〜Happy Wedding Mix〜（約束の日〜Happy Wedding Mix〜）
  - 作詞：ai、山口光／作曲：nao／編曲：家原正樹、nao
    - 戀愛三部作的第三作。被稱為「結婚」。
4. 稱為永遠的這一瞬間（永遠というこの瞬間に）
  - 作詞：ai／作曲：nao／編曲：家原正樹、nao
    - 被製作成戀愛第四部作。被稱為「新生命的誕生」。